# Station Gościno Żalno
Station Gościno Żalno was een tramhalte in de Poolse plaats Gościno.